# Donald Nelsen
Donald Robert „Don“ Nelsen (* 4. September 1944 in St. Louis) ist ein ehemaliger US-amerikanischer Radrennfahrer.

## Sportliche Laufbahn
Nelsen war im Bahnradsport aktiv. Er war Teilnehmer der Olympischen Sommerspiele 1964 in Tokio. In der Mannschaftsverfolgung gewann der Vierer aus den USA mit Hans Wolf, Butch Martin, Don Nelsen und Arnold Uhrlass seinen Vorlauf. Die Zeit reichte jedoch nicht für eine Qualifikation zur nächsten Runde. Er startete für den Verein „St. Louis Cycling Club“.

## Familiäres
Sein Großvater Chester Nelsen senior und sein Vater Chester Nelsen junior waren ebenfalls Radrennfahrer und Olympiateilnehmer.